# 휴스 H-4 허큘리스
휴스 H-4 허큘리스(Hughes H-4 Hercules)는 일회성의 대용량 수송 비행기로서 휴스 항공사가 설계하고 제작하였다. 이 비행기는 1947년 처음이자 마지막으로 비행했다. 전시(戰時)라는 제약으로 인해 비행기 선체는 나무로 만들어졌고, 하워드 휴스가 정부의 재원을 비행기를 만드는 데 낭비하고 있다고 비난하던 비판가들이 "멋진 거위"라는 뜻의 "Spruce Goose"라는 별명을 붙였다. 이 비행기는 역사상 가장 큰 비행정으로, 그 날개와 높이 역시 비행기 역사상 최대였다. 이 비행기는 에버그린 항공 박물관에 좋은 상태로 보존되고 있다.
전시의 제약으로 인해 철을 사용할 수 없었기 때문에 기체의 대부분이 나무로 만들어졌다. 별명과 같이 전나무(spruce)가 쓰인 것은 아니고, 얇은 박달나무(laminated birch)로 만들어졌다.
합성 기술의 한 형태인 Duramold 과정,이 나무판의 성형에 적용되었다.
기체는 기술적인 대걸작(tour de force)으로 평가 받았지만 지나친 비용으로 인해 전쟁이 끝나면서 프로젝트가 취소되어 결국 실패로 남게 되었다.

## 설계와 개발

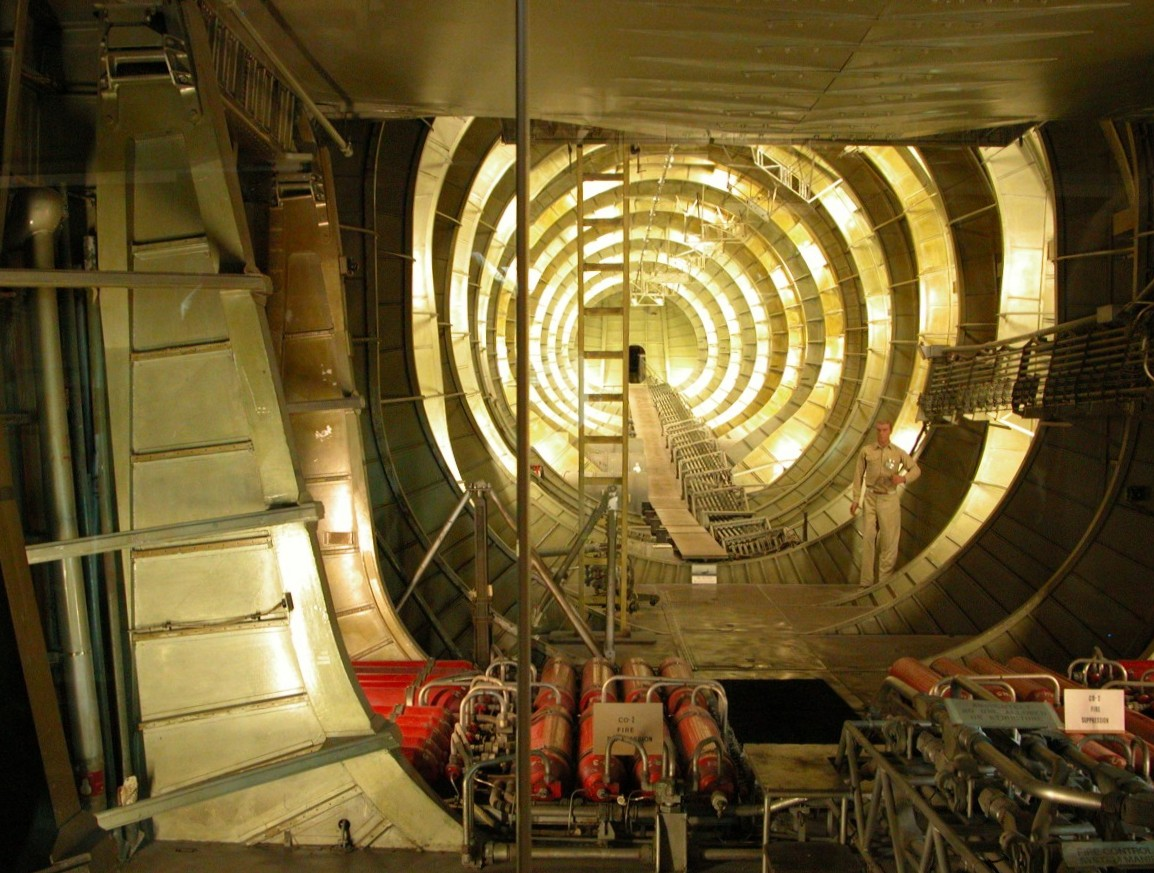
Rearward view of the H-4's fuselage.

1942년, 미국 전쟁부는 전쟁 물자와 사람을 영국으로 수송할 수송선이 필요하게 되었다.
따라서 많은 짐을 싣고 대서양을 건널 수 있는 비행기가 필요했다.
비행기는 리버티선 프로그램을 담당했던 헨리 카이저의 발명품이었다.
카이저는 당시까지 만들어진 비행기와 계획된 비행기들 중 가장 큰 규모였던 이 비행기를 만들기 위해 비행기 디자이너 하워드 휴즈와 합작했다.
비행기가 완성되었을 때 비행기는 750명의 완전무장 군인이나 1대의 M4 셔먼 탱크를 실을 수 있었다. 본래의 명칭이었던 "HK-1"는 휴즈와 카이저의 합작을 상징한다.

## 첫 비행
의회 청문회의 휴회 중에 휴즈는 H-4의 지상이동 테스트를 한다는 이유로 캘리포니아로 돌아왔다.
1947년 11월 2일, 휴즈는 부조종사 데이브 그랜트와 비행 기술자 2명, 기자단 9명을 태우고 일련의 지상이동 테스트를 진행했다.
그 이후, 비행선은 물로부터 이륙하여 21미터를 뜬 채로 시속 217km의 속도로 1.6km정도를 날았다.
이 고도에서는 항공기가 지면효과를 피할 수 없는데, 일부 비평가들은 이 비행기가 지면효과를 넘어설만 한 고도로 올라갈 동력이 없다고 보았다.
전쟁이 끝났기 때문에 이 프로젝트에 계속적으로 투자할 이유가 없어졌으므로, 의회는 Hercules 프로젝트를 종료했고, 이후 항공기는 다시 뜨지 않았다.
항공기는 1976년 휴즈가 사망할 때까지 그 상태로 보존되었다.

## 참조
1. ↑    McDonald 1981, p. 40. Note: A misconception exists regarding the H-4 design; Howard Hughes oversaw the design effort, but aircraft engineer Glenn E. Odekirk actually was the designer while Henry J. Kaiser provided an initial concept only.
2. ↑  Winchester 2005, p. 113. Note: The Hughes Corporation had developed the duramold process which laminated plywood and resin into a lightweight but strong building material that could be shaped.
3. ↑  McDonald 1981, p. 41.
4. ↑  Odekirk 1982, p. II.
5. ↑   Winchester 2005, p. 113.
6. ↑  Francillon 1990, p. 100, 102.
7. ↑  “Wing In Ground effect aerodynamics”. 2007년 9월 27일에 원본 문서에서 보존된 문서. 2007년 10월 17일에 확인함.